# Forte de São Lourenço (Faro)
O Forte de São Lourenço localizava-se em plena Ria Formosa. Encontra-se submersa entre a Ilha de Armona e a Ilha do Côco.
Construído em 1653. Esta fortificação foi muito destruída pelo terramoto de 1755 .